# Battleground 6: Napoleon in Russia
Battleground 6: Napoleon in Russia est un jeu vidéo de type wargame développé et publié par TalonSoft en 1997 sur PC. Il est le sixième opus de la série Battleground. Il se déroule pendant les Guerres napoléoniennes et simule la campagne de Russie.

## Accueil
| Battleground 6: Napoleon in Russia |      |       |
| Média                              | Pays | Notes |
| Computer Gaming World              | US   | 4,5/5 |
| GameSpot                           | US   | 71%   |
| Gen4                               | FR   | 4/5   |
| Joystick                           | FR   | 75%   |
| PC Gamer UK                        | GB   | 81 %  |